# Lambertz Mühle
Die Lambertz Mühle war eine Wassermühle an der Jungen Wurm in der Stadt Heinsberg im nordrhein-westfälischen Kreis Heinsberg im Regierungsbezirk Köln.

## Geographie
Die Lambertz-Mühle hatte ihren Standort an der Jungen Wurm in der Straße Sandberg 47 im Heinsberger Stadtteil Randerath. Das Grundstück, auf dem das Mühlengebäude stand, hat eine Höhe von ca. 54 m über NN. Die Mühle stand nur etwa 1000 m von der Abzweigung von der Alten Wurm entfernt. Ihr vorgelagert war ein Mühlenteich. Unterhalb hatte die Brünkers Mühle ihren Standort. 

## Gewässer
Die Junge Wurm war ein weitestgehend parallel zur Wurm verlaufendes Gewässer. Die Abzweigstelle von der Wurm befand sich im Geilenkirchener Stadtteil Nirm auf einer Höhe von 54 m über NHN. Von dort floss die Junge Wurm in nordnordwestlicher Richtung durch die Ortsgebiete von Randerath, Horst, Porselen, Dremmen, Grebben, Heinsberg und Kempen, wo sie in nordöstlicher Richtung in die Rur mündet. Westlich von Kempen spaltet sich aus der Jungen Wurm an einem Teilungswehr ein „Mühlenbach“ genannter Abzweig ab, der entlang des Ortes Karken fließt und vor der Wolfhager Mühle sich mit dem Schaafbach vereinigt. Wenige Kilometer später mündet dieses Gewässer nach der Überquerung der deutsch-niederländischen Grenze südlich von Vlodrop auf einer Höhe von 29 m über NHN ebenfalls in die Rur. In den 1940er-Jahren wurde die Junge Wurm im südlichen Verlauf verfüllt und im nördlichen Bereich begradigt und verlegt, was die endgültige Stilllegung der meisten der rund 15 Mühlen entlang des Mühlenkanals zur Folge hatte.

## Geschichte
Die Lambertz Mühle, die vor der Stadtmauer vor dem Feldtor stand, nannte man auch Vollmühle. Sie hatte ihre erste Erwähnung im Jahre 1534/35 in der Reformation. Zu diesem Zeitpunkt wurde die Mühle auch als Gebetsort genutzt, in der die Prediger das Evangelium verbreiteten. Auch 1624 wurden in der Mühle Gottesdienste der reformierten Gläubigen abgehalten. 1838 wurde die Walkmühle in eine Knochenmühle umgewandelt, der später eine Ölschlägerei angegliedert wurde. Ab 1882 diente die Mühle als Mahlmühle, die anstelle des Wasserrades mit einer Wasserturbine von 25 PS ausgestattet wurde. Der Mühlenbetrieb wurde 1960 eingestellt. In den 1990er Jahren wurde die Mühle niedergelegt und ein neues Wohnhaus wurde gebaut.

## Galerie

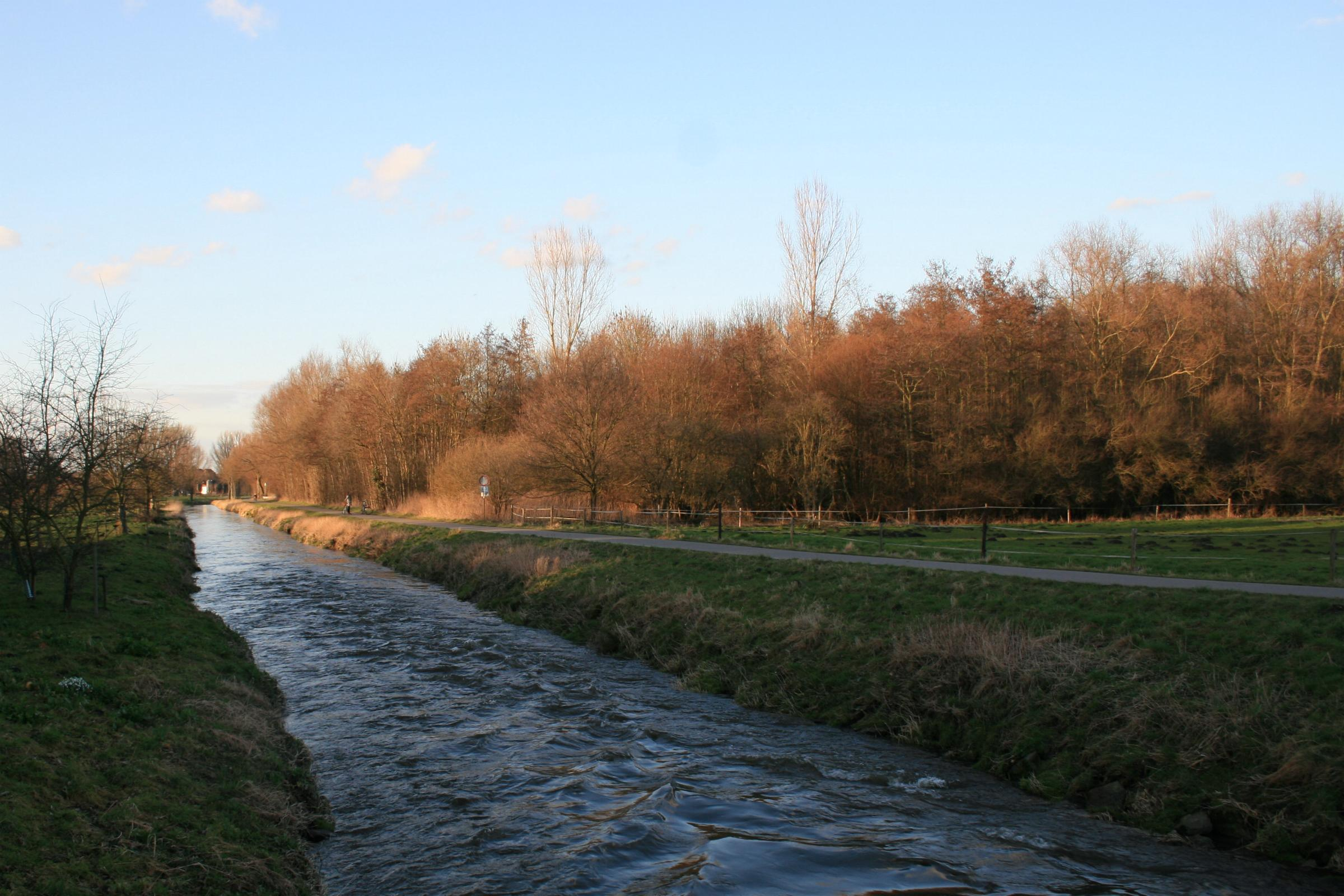
Die Wurm vor der Ortslage Randerath
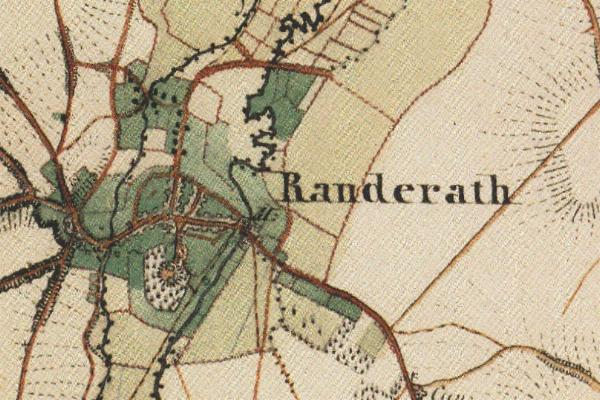
Randerath auf der Uraufnahme von 1846
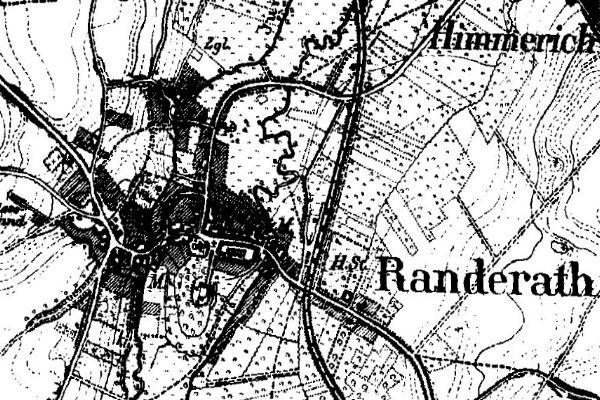
Randerath auf der Neuaufnahme von 1892
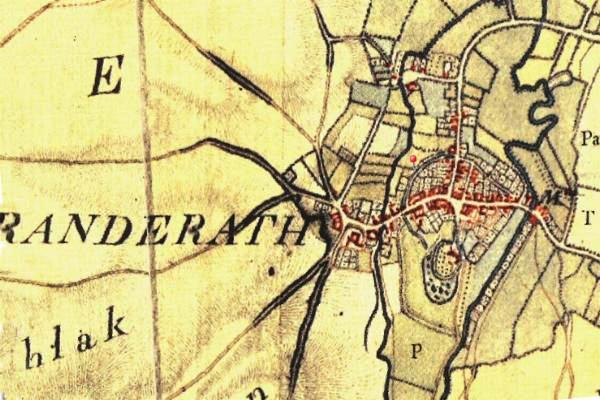
Randerath auf der Tranchotkarte 1805/1807

→ Siehe auch Liste von Mühlen an der Wurm und ihren Zuflüssen